# Fernando García Mercadal

Representació gràfica del pavelló del Rincón de Goya (1926-1928), de Fernando García Mercadal, el primer edifici racionalista d'Espanya.

Fernando García Mercadal (Saragossa, 1896 - Madrid, 1985) fou un arquitecte espanyol.
Va estudiar en l'Escola d'Arquitectura de Madrid, sent el número u de la seva promoció. Va ser becari de l'Acadèmia Espanyola de Roma des de 1923, viatjant també per tot Europa, on coneix als principals arquitectes d'avantguarda de l'època. El 1926, va rebre classes d'urbanisme de Hermann Jansen a Alemanya, i el 1929 va treballar en l'estudi de Zuazo.
A Espanya es dona a conèixer pel seu projecte El Rincon de Goya, a Saragossa, començant des de llavors una decidida aposta pel moviment racionalista.
El 1930 funda amb altres arquitectes (Aizpurúa, Sert, Torres Clavé…) el GATEPAC (Grup d'Arquitectes i Tècnics Espanyols per al Progrés de l'Arquitectura Contemporània). Se'l considera membre de la Generació del 25.